# Callista eucymata
Callista eucymata är en musselart som först beskrevs av Dall 1890.  Callista eucymata ingår i släktet Callista och familjen venusmusslor. Inga underarter finns listade i Catalogue of Life.